# Araliaordningen
Araliaordningen (Apiales) är en ordning i undergruppen euasterider II av trikolpaterna. 
I nyare klassificeringssystem ingår följande familjer i ordningen:
- Araliaväxter (Araliaceae)
- Aralidiaceae
- Flockblommiga växter (Apiaceae)
- Glansbuskeväxter (Pittosporaceae)
- Griseliniaceae
- Mackinlayaceae
- Melanophyllaceae
- Myodocarpaceae
- Pennantiaceae
- Torricelliaceae

I det äldre Cronquistsystemet fanns bara araliaväxterna och de flockblommiga växterna i Apiales och ordningen var då placerad i undergruppen asterider (dåvarande underklassen Asteridae) snarare än i rosiderna. Glansbuskeväxterna fanns då i Rosales och övriga familjer ingick i kornellväxterna.